# Ферраро-Флорентийский собор

Собор Санта-Мария-дель-Фьоре где в 1439 году была подписана Флорентийская уния

Ферра́ро-Флоренти́йский собо́р — собор христианских церквей (1438—1445). В 1438—1439 годах проходил в Ферраре, в 1439—1442 — во Флоренции, в 1443—1445 — в Риме. В Католической церкви считается XVII Вселенским собором. Православными церквями решения Собора отвергаются.
Ферраро-Флорентийский собор явился продолжением Базельского собора и начался с осуждения его участников.
Собор был созван папой Евгением IV и утверждён византийским императором Иоанном VIII Палеологом. На Соборе присутствовал также Константинопольский патриарх Иосиф II, полномочные представители Патриархов Александрийского (Филофея I), Антиохийского и Иерусалимского, митрополиты Молдовлахии, митрополит Киевский и всея Руси Исидор и суздальский епископ Авраамий, 2 представителя Грузинской Православной Церкви (епископ и племянник грузинского царя Александра), епископы Эфеса (Марк Эфесский), Трапезунда, Ираклии, Кизика (Митрофан II), Сард, Никомидии, Никеи (Виссарион Никейский), Тырнова, Монемвасии, Лакедемона, Амасии, Митилины, Ставрополя, Родоса, Маленика, Драмы, Ганка, Драстры, Анхиала и богословы, всего около 700 человек.
На Соборе подробно рассматривались разногласия между западной (католической) и восточными церквями. Особенный упор делался на различия в догматах, в частности, на так называемом филиокве (filioque) — добавлении, сделанном Римской церковью в Символ веры. Рассматривались и другие догматические вопросы — о чистилище, главенстве папы римского во Вселенской Церкви, совершении таинства Евхаристии.
Собор был объявлен Вселенским. Уже в начале соборных заседаний латиняне не исполнили уговора о своевременном содержании византийской делегации, так что православным приходилось закладывать и продавать свои вещи ради пропитания. Перенос собора из Феррары дальше от границы, во Флоренцию, не был связан с чумой (которая закончилась за два месяца до этого) как это было объявлено официально, но патриарх, император и папа хотели не допустить побега представителей православной делегации в Византию до завершения заседаний. На внутреннем заседании византийской делегации император аргументировал переезд во Флоренцию отсутствием у папы средств и готовностью флорентийцев ему их предоставить.
В ходе собора большинство представителей византийской делегации, 5 месяцев не получая денег на пропитание, обещанных как условие присутствия делегации на соборе ещё в Константинополе, и под давлением императора и патриарха 5 июля 1439 года (второго индикта 6947 г.), подписали орос собора («Флорентийская уния»). Среди не подписавших были: митрополит Марк Эфесский (при помощи брата императора, который был против унии), митрополит Иверский Григорий из Грузии (притворился сумасшедшим), митрополит Нитрийский Исаакий, митрополит Газский Софроний и епископ Ставропольский Исаия (тайно бежал из Флоренции и позднее получил защиту брата императора). Уния состояла в признании нововведений Римской церкви имеющими основание в св. Писании и св. Предании, то есть правомочными, но с оговоркой, что Восточные церкви, признавая правильным всё содержание вероучения Римской церкви, не станут вводить у себя латинские литургические и церковные обычаи.
Константинопольский патриарх не дожил до подписания ороса и умер через 8 дней после своего письменного одобрения филиокве на внутреннем заседании византийской делегации.
Символ Веры ни с прибавлением ни без него в оросе собора написан не был. Из-за отсутствия в оросе решений по спорным вопросам, обсуждавшимся на соборе, английские послы, направляющиеся к папе, отвергли унию.
Участник собора, Сильвестр Сиропул так описывает его итог:

Греки знали, что орос подписан императором, подписали и они. Знали и латиняне, что он подписан греками и папой, подписали и они. При этом большинство даже не знало, что в нём написано. Ведь кроме немногих из латинян и греков, которые изучили орос, или тех, кто оказался рядом, когда его писали, большинство не знало о его содержании. И когда собирались подписывать, ни среди греков орос не был прочитан ни перед подписанием, ни сразу после, ни среди латинян. […] Так был составлен орос, и таким было знание епископов о его содержании, и таковы были хитрости и интриги для достижения этого. Пусть желающие решат, нужно ли считать такой орос постановлением Вселенского собора, и нужно ли таким образом совершившееся объединение принимать как истинное и безусловное единство, и противоречат ли соборному решению те, кто не принимает объединение и орос.
Возвращение византийской делегации в Константинополь произошло 1 февраля третьего индикта, в понедельник масленицы. Духовенство церкви святой Софии не хотело сослужить с теми, кто подписал орос собора, также и народ почти не посещал их службы. За службой в кафедральном соборе Константинополя (церкви святой Софии) орос собора прочитан не был. Константинопольское духовенство прекратило поминовение императора за богослужением, народ не хотел посещать службы тех, кто впал в латинство. По прошествии трех месяцев император по необходимости пожелал, чтобы был поставлен новый патриарх. Тогда митрополит Ираклийский принес собравшемуся синоду публичное покаяние за подписание ороса и вопреки многим уговорам отказался от патриаршества по причине одобрения членами синода унии. Другой кандидат, митрополит Трапезундский, также отказался от патриаршества по причине многого волнения в Церкви и порицания им унии. В итоге 4 мая на патриарший престол был избран митрополит Кизический Митрофан, одобрявший унию. Избрание происходило по жребию между митрополитами Трапезундским и Кизическим, некоторые утверждают, что на обоих жребиях было указание на митрополита Кизического. Святитель Марк Эфесский и митрополит Ираклийский отказались сослужить с новым патриархом на Пятидесятницу, в этот же день они тайно покинули Константинополь. 12 декабря 1452 года уния все-таки была провозглашена в Святой Софии митрополитом Исидором Киевским в присутствии императора, епископата и мирян. В то же время существовала неопределённость, является ли это провозглашение временной мерой, призванной предотвратить падение Константинополя, наступившее шесть месяцев спустя.
Уже через несколько лет многие присутствовавшие на Соборе епископы и митрополиты стали открыто отрицать своё согласие с Собором или утверждать, что решения Собора были вызваны подкупом и угрозами со стороны латинского духовенства. Таким образом, уния была отвергнута большинством восточных церквей.
Помимо унии с Греческой церковью, были подписаны буллы об униях с Армянской церковью (1439), Яковитской церковью (1441), Коптской церковью (1442); далее Собор был переведён в Рим (25 апреля 1442), где были подписаны буллы об униях с сирийцами Месопотамии, халдеями, маронитами Кипра. Собор закончил работу 7 августа 1445 года.